# Pedró dels Quatre Batlles
|  | Per a altres significats, vegeu «Tossa d'Alp». |

El Pedró dels Quatre Batlles és el cim de major altitud del Port del Comte i, per tant, del Solsonès. Per bé que l'altitud que se li sol assignar de manera generalitzada és la de 2.383 m, en l'edició digital del mapa de Catalunya de l'Institut Cartogràfic de Catalunya se li assigna una altitud de 2.386,5 m. Es troba a la divisòria d'aigües entre el Cardener i el Segre, i té una gran visió sobre la Serra del Cadí, Pedraforca, gran part dels Pirineus, i bona part de la Catalunya Central, terres cap a Lleida, etc.
No té la forma d'un pic que destaqui de manera notòria sinó que apareix com una més de les suaus ondulacions que formen la carena de la serra. Tant és així que la superfície que supera els 2.380 m d'altitud és d'1,6 ha.
Aquest cim està inclòs al llistat dels 100 cims de la FEEC.
A la seva rodalia es troben els següents accidents geogràfics:
- A 650 m de distància en direcció nord, el segon pic de major altitud de la serra: la Tossa Pelada, de 2.379 m.
- A 582 m de distància cap al sud i separat d'ell per la Coma de la Comtessa, el tercer pic de major altitud de la serra: el Vulturó, de 2.348,9 m.
- A 1.863 m cap al NE, el quart pic de major altitud de la serra: el Tossal de l'Estivella, de 2.338,3 m.
- A 1.746 m cap al SW, el cinquè pic de major altitud de la serra: la Gespeguera, de 2.332,9 m.
- Al vessant SW, la ja esmentada Coma de la Comtessa.
- Al vessant SE, el Prat del Duc amb la Font del Duc.

El seu nom fa referència al fet que allà hi conflueixen quatre termes municipals: els d'Odèn (SW) i la Coma i la Pedra (SE i E) del Solsonès i els de Fígols i Alinyà (W) i la Vansa i Fórnols (N i NE) de l'Alt Urgell. I un pedró és el nom amb què es designava la pedra o el munt de pedres que es posaven per a indicar els límits d'un terme o d'una finca.